# Wiktor Bulewski
Wiktor Bulewski (ur. w 1882 w Warszawie - zm. ? ) – polski inżynier technolog, organizator i nauczyciel szkolnictwa zawodowego w II Rzeczypospolitej.

## Życie
Syn Jana. Ukończył Wydział Mechaniczny Instytutu Technologicznego w Petersburgu (1906). Podczas studiów członek Związku Młodzieży Polskiej (Zet), zajmował się kolportażem nielegalnej bibuły. Po studiach mieszkał w Łodzi, potem w Białymstoku gdzie pracował jako inżynier w miejscowych fabrykach włókienniczych. Po wybuchu I wojny ewakuowany przez Rosjan od 1915 roku mieszkał w Petersburgu, gdzie włączył się do pracy polskich stowarzyszeń. Uczestniczył w dniach 23-28 września 1917 w Zjeździe Techników Polaków w Moskwie.
W okresie międzywojennym członek Stowarzyszenia Techników Polskich, m.in. autor artykułu Zadania zrzeszonych techników wobec racjonalnej organizacji przemysłu. Dyrektor (1926-1929) i przewodniczący komisji egzaminacyjnej Państwowej Szkoły Rzemieślniczo-Przemysłowej w Białymstoku. W trakcie jego urzędowania rozbudowano warsztaty szkolne i otworzono internat. Następnie dyrektor szkół zawodowych dokształcających na Okręg Szkolny Krakowski, a od 1 października 1930 także okręgowy wizytator szkół. Potem był nauczycielem kontraktowym Państwowej Szkoły Przemysłowej w Krakowie (1931-1933).